# Ophir Catenae
Ophir Catenae una formació geològica del tipus catena del quadrangle Coprates de Mart, situat amb coordenades planetocèntriques a -8.05 ° latitud N i 304.57 ° longitud E. Té un diàmetre de 509 km i va rebre el nom d'una característica clàssica d’albedo. El nom va ser fet oficial per la UAI l'any 2006. El terme "Catena" fa referència a una cadena de cràters.